# العلاقات البريطانية النيوزيلندية
يشير مصطلح العلاقات البريطانية النيوزيلندية إلى العلاقات الثنائية بين نيوزيلندا والمملكة المتحدة. حافظت نيوزيلندا على علاقة قوية وثابتة مع بريطانيا.
يرتبط كلا البلدين من خلال الهجرة المتبادلة، والتاريخ العسكري المشترك، ونظام الحكم المشترك (نظام وستمنستر)، واللغة المشتركة (الإنجليزية)، وبوجودهما ضمن دول الكومنولث (الإمبراطورية البريطانية سابقًا)، وامتلاكهما حاكمًا دستوريًا مشتركًا (الملك تشارلز الثالث).

## نبذة تاريخية

### علاقاتهما ما قبل الاستقلال
وصل الملاح البريطاني جيمس كوك خلال بعثته الأولى إلى نيوزيلندا في 6 أكتوبر من عام 1769. وقد زُود كوك بتوجيهات سرية لهذا الجزء من رحلته، وأُمر بالبحث أولاً عن قارة تيرا أوستراليس الأسطورية، أما في حال فشله، فقد أُمر بتوسيع استكشافه لساحل نيوزيلندا بالقدر الذي تسمح الموارد به. أعلنت الوثيقة التي أعطيت لكوك أن هدف هذه البعثات كان إظهار براعة مملكة بريطانيا العظمى البحرية، وتحقيق الشرف للملكية في المملكة المتحدة واستكشاف فرص جديدة للتجارة والملاحة.
بعد مرور نحو ستين عامًا من ذلك، بدأ التمثيل البريطاني الرسمي في نيوزيلندا من خلال تنصيب جيمس بوسبي في الجزر باعتباره مقيم بريطاني، إذ أُرسل ردًا على مخاوف عدد من قادة الماوري الشماليين حول انعدام القانون عند المستوطنين الأوروبيين المحليين. سافر عدد من زعماء الماوري منذ عام 1816 إلى إنجلترا والمستعمرات لاستكشاف خيارات إنشاء حكومة الماوري فيها، وصاغ بوسبي في عام 1834 إعلان استقلال نيوزيلندا الذي أقره عدد من رؤساء الشمال في عام 1835 كجزء من هذه العملية، اعترف الملك وليام الرابع بهذا الإعلان ووافق على العمل بمثابة مدافع عن الدولة المشكلة حديثًا.
أُنشئت معاهدة وايتانغي التي وقع عليها عدد من رؤساء الماوري وممثلي الملكية البريطانية في 6 فبراير من عام 1840. أُعلنت السيادة البريطانية في وقت لاحق في مايو من ذلك العام.
أصبحت نيوزيلندا مستعمرة بريطانية منفصلة في عام 1841، ثم أقر برلمان المملكة المتحدة بعد أحد عشر عامًا من ذلك أول قانون نُفذ بالكامل لمنح الحكم الذاتي للمستعمرة الجديدة. قل النفوذ البريطاني الرسمي في نيوزيلندا تدريجياً، إذ تضاءلت قوة الحكام المتعاقبين فيما يتعلق بسلطة برلمان نيوزيلندا الناشئ. تبع ذلك وضع دول الدومينيون في عام 1907، ما وفر استقلالية كاملة تقريبًا عن حكومة المملكة المتحدة لبريطانيا العظمى وأيرلندا، لتنضم نيوزيلندا بشكل منفصل إلى عصبة الأمم في عام 1926. أكد إعلان بلفور لعام 1926 على المركز المتساوي لأعضاء الإمبراطورية البريطانية وارتباطهم الحر في الكومنولث البريطاني، (التي عُرفت أخيرًا باسم دول الكومنولث).
أكد برلمان المملكة المتحدة مع بروز تشريع وستمنستر لعام 1931 على الاستقلال الكامل لدول الدومينيون، على الرغم من عدم تبني هذا القانون في نيوزيلندا حتى وقت لاحق، من خلال قانون اعتماد تشريع وستمنستر لعام 1947.

### المستوطنون
حصلت معظم الهجرة إلى نيوزيلندا من الدول المكونة للجزر البريطانية. سهلت شركة نيوزيلندا -التي أُسست بهدف الاستعمار- عملية الهجرة هذه في عام 1839. عملت جمعية أوتاجو وجمعية كانتربري على إنشاء المستوطنة الاسكتلندية في دنيدن والمستوطنة الإنجليزية في كرايستشرش على التوالي، ما شجع على حصول المزيد من الهجرة المتوجهة من بريطانيا إلى نيوزيلندا.
يُعتبر نحو 80٪ من النيوزيلنديين ذوي أصول بريطانية جزئية على الأقل، ويحق لما يقدر بنحو 17٪ منهم الحصول على جوازات سفر بريطانية.
ظهر دعم متزايد في السنوات الأخيرة لفكرة حرية التنقل بين المملكة المتحدة وكندا وأستراليا ونيوزيلندا مع المواطنين قادرين على العيش والعمل في أي من البلدان الأربعة، على غرار تدابير ترانس- تاسمان بين أستراليا ونيوزيلندا.

## المواطنة والجنسية
أنشأ قانون الجنسية البريطانية والمواطنة النيوزيلندية لعام 1948 المفهوم القانوني للمواطنة النيوزيلندية؛ يتمتع جميع الأشخاص الذين ولدوا أو تجنسوا في نيوزيلندا قبل هذا القانون بمركز «الرعايا البريطانيين»، تمامًا مثل أولئك الذين ولدوا أو حصلوا على الجنسية في المملكة المتحدة، أو أي من دول الدومينيون الأخرى. غُفل في الوقت نفسه عن تغيير وضع أولئك الموجودين في دول الدومينيون، إلى ما عُرف في قانون الجنسية البريطانية لعام 1948 بـ «مواطن المملكة المتحدة والمستعمرات»، وهو مفهوم رائد وحديث للمواطنة البريطانية. حملت جوازات سفر نيوزيلندا عبارة «من الرعايا البريطانية» حتى صدور قانون الجنسية لعام 1977.

## العلاقات الاقتصادية
ربطت بريطانيا نفسها إلى حد ما بالتجارة الأوروبية في السنوات الأخيرة، ما أجبر نيوزيلندا وأستراليا على البحث عن أسواق جديدة وتجارة مع منطقة آسيا والمحيط الهادئ. تتمتع نيوزيلندا بتأثير كبير على المستعمرات البريطانية السابقة في المحيط الهادئ والأراضي البريطانية في جزر بيتكيرن.
امتلكت نيوزيلندا أيضًا علاقات اقتصادية وثيقة للغاية مع المملكة المتحدة، خاصة بالنظر إلى المسافة التي حدثت فيها التجارة. كمثال على علاقات نيوزيلندا الاقتصادية مع المملكة المتحدة، استحوذت بريطانيا في عام 1955 على 65.3% من صادرات نيوزيلندا، ولكن بدأ هذا الموقف المهيمن في الانخفاض خلال العقود التالية مع انضمام المملكة المتحدة إلى السوق الأوروبية المشتركة (الذي يُعرف الآن باسم الاتحاد الأوروبي) في عام 1973، إذ انخفضت حصة صادرات نيوزيلندا إلى بريطانيا إلى 6.2% فقط في عام 2000. كان لبعض الصناعات تاريخياً -مثل الألبان، التي تُعتبر عاملًا اقتصاديًا رئيسيًا في المستعمرة السابقة، روابط تجارية أكثر هيمنة، مع تصدير نحو 80-100٪ من جميع صادرات الجبن والزبدة إلى بريطانيا في الفترة الممتدة بين عامي 1890 و1940.
وصلت قيمة الصادرات النيوزيلندية السنوية الأخيرة إلى المملكة المتحدة إلى 1.76 مليار دولار نيوزيلندي على الأقل، وفي حين لم تبلغ قيمة وارداتها في تلك الفترة أكثر من مليار دولار نيوزيلندي، وذلك وفقًا لوزارة الشؤون الخارجية والتجارة النيوزيلندية. تشكل منتجات اللحوم نحو نصف الصادرات، وتُعتبر الآلات والمركبات أهم الواردات.
تأسست رابطة الأعمال الثنائية المسماة بشركة الأعمال التجارية النيوزيلندية البريطانية في عام 1917، وهدفت إلى تعزيز التجارة المتبادلة ومصالح أعضاء الجمعية الذين يتاجرون بين البلدين.

## التنقل
تُعتبر بريطانيا ثالث أكبر مصدر للسياح إلى نيوزيلندا وفقًا للمفوضية النيوزيلندية العليا في لندن. تتمتع لندن بأعلى كثافة من الأشخاص الذين ولدوا في نيوزيلندا من بين جميع المناطق البريطانية، إذ اختار 47٪ منهم العيش هناك وفقًا لإحصاء السكان الرسمي لعام 2001.

## الرياضة
هناك العديد من الرياضات الشعبية في نيوزيلندا التي يعود أصلها إلى التاريخ الرياضي الإنجليزي مثل اتحاد الرجبي ودوري الرجبي والكريكيت. جرت أول مباراة لنادي اتحاد الرغبي في نيوزيلندا، في نيلسون في عام 1870، إذ استلهمها معلم عائد من إنجلترا وعلى معرفة باللعبة الجديدة آنذاك. يُعتبر ذا نيوزيلاند كريكيت كلاب فريق كريكيت شهير يلعب في المملكة المتحدة.

## مقارنة بين البلدين
هذه مقارنة عامة ومرجعية للدولتين:
| وجه المقارنة                                              | المملكة المتحدة                 | نيوزيلندا                                              |
| --------------------------------------------------------- | ------------------------------- | ------------------------------------------------------ |
| المساحة (كم2)                                             | 242.50 ألف                      | 268.02 ألف                                             |
| عدد السكان (نسمة)                                         | 66.02 مليون                     | 4.24 مليون                                             |
| الكثافة السكانية (ن./كم²)                                 | 272.25                          | 15.82                                                  |
| العاصمة                                                   | لندن                            | ويلينغتون، أوكلاند                                     |
| اللغة الرسمية                                             | لغة إنجليزية، اللغة الويلزية    | لغة إنجليزية، اللغة الماورية، لغة الإشارة النيوزيلندية |
| العملة                                                    | جنيه إسترليني                   | دولار نيوزيلندي، الجنيه النيوزيلندي                    |
| الناتج المحلي الإجمالي (بليون دولار)                      | 2.62 تريليون                    | 205.85 مليار                                           |
| الناتج المحلي الإجمالي (تعادل القوة الشرائية) بليون دولار | 2.72 تريليون                    |                                                        |
| الناتج المحلي الإجمالي الاسمي للفرد دولار أمريكي          | 43.88 ألف                       |                                                        |
| الناتج المحلي الإجمالي للفرد دولار أمريكي                 | 40.23 ألف                       |                                                        |
| مؤشر التنمية البشرية                                      | 0.907                           | 0.914                                                  |
| رمز المكالمات الدولي                                      | +44                             | +64                                                    |
| رمز الإنترنت                                              | .uk، .gb                        | .nz                                                    |
| المنطقة الزمنية                                           | توقيت غرينيتش، توقيت غرب أوروبا | ت ع م+13:00، ت ع م+12:00                               |

## مدن متوأمة
في ما يلي قائمة باتفاقيات التوأمة بين مدن بريطانية ونيوزيلندية:
- ترتبط Christchurch, Dorset [الإنجليزية]‏ مع كرايستشرش باتفاقية توأمة.
- ترتبط مدينة ويتبي مع بوريريوا [الإنجليزية]‏ باتفاقية توأمة.
- ترتبط Borough of Harrogate [الإنجليزية]‏ مع Wellington City  [لغات أخرى]‏ باتفاقية توأمة.
- ترتبط إدنبرة مع دنيدن باتفاقية توأمة منذ 29 أغسطس 1997.[21][21][21][21]

## منظمات دولية مشتركة
يشترك البلدان في عضوية مجموعة من المنظمات الدولية، منها:
| علم المنظمة | اسم المنظمة                                   | تاريخ انضمام المملكة المتحدة | تاريخ انضمام نيوزيلندا |
| ----------- | --------------------------------------------- | ---------------------------- | ---------------------- |
|             | مجموعة أستراليا                               | 1985                         | 1985                   |
|             | منظمة التعاون الاقتصادي والتنمية              | 2 مايو 1961                  | ?                      |
|             | مجموعة الموردين النوويين                      | ?                            | ?                      |
|             | نظام تحكم تكنولوجيا القذائف                   | 1987                         | 1991                   |
|             | المنظمة الهيدروغرافية الدولية                 | ?                            | ?                      |
|             | مؤسسة التنمية الدولية                         | 24 سبتمبر 1960               | 1 أكتوبر 1974          |
|             | ANZUK ‏                                        | ?                            | ?                      |
|             | يونسكو                                        | 4 نوفمبر 1946                | 4 نوفمبر 1946          |
|             | الوكالة الدولية للطاقة                        | ?                            | ?                      |
|             | بنك التنمية الآسيوي                           | 1966                         | 1966                   |
|             | Combined Communications-Electronics Board ‏    | ?                            | ?                      |
|             | منظمة الشرطة الجنائية الدولية                 | ?                            | ?                      |
|             | مؤسسة التمويل الدولية                         | 20 يوليو 1956                | 31 أغسطس 1961          |
|             | Five Eyes Air Force Interoperability Council ‏ | ?                            | ?                      |
|             | منظمة التجارة العالمية                        | 1995                         | ?                      |
|             | الاتحاد الدولي للاتصالات                      | 24 فبراير 1871               | 3 يونيو 1878           |
|             | دول الكومنولث                                 | 11 ديسمبر 1931               | ?                      |
|             | ABCANZ Armies ‏                                | ?                            | ?                      |
|             | المركز الدولي لتسوية المنازعات الاستشارية     | 18 يناير 1967                | 2 مايو 1980            |
|             | منظمة حظر الأسلحة الكيميائية                  | ?                            | ?                      |
|             | الأمم المتحدة                                 | 24 أكتوبر 1945               | 24 أكتوبر 1945         |
|             | وكالة ضمان الاستثمار متعدد الأطراف            | 12 أبريل 1988                | 22 أبريل 2008          |
|             | البنك الدولي للإنشاء والتعمير                 | 27 ديسمبر 1945               | 31 أغسطس 1961          |
|             | الاتحاد البريدي العالمي                       | ?                            | ?                      |
|             | سياتو                                         | ?                            | ?                      |
|             | برنامج التعاون التقني ‏                        | ?                            | ?                      |
|             | الفريق المعني برصد الأرض                      | ?                            | ?                      |
|             | AUSCANNZUKUS ‏                                 | ?                            | ?                      |

## أعلام
هذه قائمة لبعض الشخصيات التي تربطها علاقات بالبلدين:
- بن تشيلويل (لاعب كرة قدم بريطاني، 21 ديسمبر 1996[38] – )
- ديليا دافين (كاتبة من المملكة المتحدة، 9 يونيو 1944[39] – 13 أكتوبر 2016[39])
- دينيس ثاتشر (رائد أعمال بريطاني، 10 مايو 1915[40][41] – 26 يونيو 2003[40][41])
- روري فالون (لاعب كرة قدم نيوزلندي، 20 مارس 1982[42] – )
- غاي بيرس (5 أكتوبر 1967 – )
- كارول ثاتشر (صحفية بريطانية، 15 أغسطس 1953[43] – )
- مارك ثاتشر (15 أغسطس 1953 – )
- ناتاشا بدنجفيلد (26 نوفمبر 1981 – )
- هنري كاميرون (لاعب كرة قدم من المملكة المتحدة، 28 يونيو 1997[44] – )
- ويليام أوبراين ليندسي (8 أكتوبر 1909 – 20 أكتوبر 1975)